# Kochanek królowej
Kochanek królowej (duński En kongelig affære) – duński dramat historyczny z 2012 roku w reżyserii Nikolaja Arcela, zrealizowany w koprodukcji ze Szwecją, Czechami i Niemcami. Scenariusz filmu oparto na powieści Prinsesse af blodet autorstwa Bodil Steensen-Leth.
Światowa premiera filmu miała miejsce 16 lutego 2012 roku, podczas 62. Międzynarodowego Festiwalu Filmowego w Berlinie, na którym film uczestniczył w Konkursie Głównym, a Mikkel Følsgaard otrzymał nagrodę dla najlepszego aktora. Polska premiera filmu nastąpiła 4 sierpnia 2012 w ramach 6. Festiwalu Filmu i Sztuki Dwa Brzegi; obraz zaprezentowano na zamknięcie tego festiwalu. 21 września 2012 Best Film wprowadził film do dystrybucji na terenie Polski.
Film został wybrany jako oficjalny kandydat Danii do Oscara za najlepszy film nieanglojęzyczny podczas 85. ceremonii wręczenia Oscarów; nominację w tej kategorii uzyskał 10 stycznia 2013.

## Obsada
- Mads Mikkelsen jako doktor Struensee
- Alicia Vikander jako królowa Karolina
- Mikkel Følsgaard jako król Chrystian
- David Dencik jako Ove Høegh-Guldberg
- Søren Malling jako Hartmann
- Trine Dyrholm jako królowa matka Juliana
- William Jøhnk Nielsen jako Fryderyk VI Oldenburg
- Cyron Bjørn Melville jako hr. Enevold Brandt
- Rosalinde Mynster jako Natasha
- Laura Bro jako Luiza von Plessen
- Bent Mejding jako Johann Hartwig Ernst von Bernstorff
- Thomas W. Gabrielsson jako Schack Carl Rantzau
- Søren Spanning jako Münster
- John Martinus jako Ditlev Reventlow
- Erika Guntherová jako dama dworu
- Harriet Walter jako Augusta Sachsen-Gotha

i inni

## Nagrody i nominacje
85. ceremonia wręczenia Oscarów
- nominacja: Oscar dla najlepszego filmu nieanglojęzycznego

62. Międzynarodowy Festiwal Filmowy w Berlinie
- nagroda: Srebrny Niedźwiedź dla najlepszego aktora − Mikkel Følsgaard
- nagroda: Srebrny Niedźwiedź za najlepszy scenariusz − Rasmus Heisterberg i Nikolaj Arcel
- nominacja: Złoty Niedźwiedź − Nikolaj Arcel

25. ceremonia wręczenia Europejskich Nagród Filmowych
- nominacja: Najlepszy Europejski Kompozytor − Cyrille Aufort i Gabriel Yared
- nominacja: Najlepszy Europejski Scenograf − Niels Sejer

17. ceremonia wręczenia Satelitów
- nominacja: najlepszy film zagraniczny
- nominacja: najlepsza scenografia − Niels Sejer